# Trofeo Giuseppe Garibaldi
Il trofeo Giuseppe Garibaldi (in francese Trophée Giuseppe Garibaldi) è un premio annualmente in palio tra le nazionali di rugby a 15 di Francia e Italia; fu istituito per commemorare il bicentenario della nascita di Giuseppe Garibaldi a Nizza, oggi città della Francia ma all'epoca appartenente all'omonima contea, successivamente fusasi nel 1847 nel Regno di Sardegna.
Il trofeo è opera di Jean-Pierre Rives, scultore francese ed ex rugbista.
Il premio ha il suo corrispettivo nel trofeo Anita Garibaldi, dal 2017 in palio tra le nazionali femminili di Francia e Italia.

## Storia
A fine 2006 il Comitato Nazionale per le celebrazioni del bicentenario della nascita di Giuseppe Garibaldi propose a F.I.R. e la F.F.R., rispettivamente le federazioni rugbistiche italiana e francese, l'istituzione di un trofeo commemorativo, la cui realizzazione sarebbe stata affidata allo scultore Jean-Pierre Rives, in passato rugbista internazionale e capitano a più riprese della nazionale francese.
La prima messa in palio del trofeo fu il 3 febbraio 2007, apertura del Sei Nazioni di quell'anno, allo stadio Flaminio di Roma: la Francia se lo aggiudicò vincendo 39-3.
Da allora, su 18 edizioni a tutto il Sei Nazioni 2024, la Francia se ne è assicurate 15 con due intermezzi italiani, 22-21 nel 2011 nell'ultima gara di sempre al Flaminio, e 23-18 nel 2013 all'Olimpico. Nel 2024, è arrivato il primo pareggio: 13-13 il risultato finale a Lille. Con tale risultato, le federazioni manterranno il trofeo per un semestre a testa.

## Palmarès
| Anno | Città             | Risultato              | Vincitrice |
| ---- | ----------------- | ---------------------- | ---------- |
| 2007 | Roma              | Italia — Francia 3-39  | Francia    |
| 2008 | Saint-Denis       | Francia — Italia 25-13 | Francia    |
| 2009 | Roma              | Italia — Francia 8-50  | Francia    |
| 2010 | Saint-Denis       | Francia — Italia 46-20 | Francia    |
| 2011 | Roma              | Italia — Francia 22-21 | Italia     |
| 2012 | Saint-Denis       | Francia — Italia 30-12 | Francia    |
| 2013 | Roma              | Italia — Francia 23-18 | Italia     |
| 2014 | Saint-Denis       | Francia — Italia 30-10 | Francia    |
| 2015 | Roma              | Italia — Francia 0-29  | Francia    |
| 2016 | Saint-Denis       | Francia — Italia 23-21 | Francia    |
| 2017 | Roma              | Italia — Francia 18-40 | Francia    |
| 2018 | Marsiglia         | Francia — Italia 34-17 | Francia    |
| 2019 | Roma              | Italia — Francia 14-25 | Francia    |
| 2020 | Saint-Denis       | Francia — Italia 35-22 | Francia    |
| 2021 | Roma              | Italia — Francia 10-50 | Francia    |
| 2022 | Saint-Denis       | Francia — Italia 37-10 | Francia    |
| 2023 | Roma              | Italia — Francia 24-29 | Francia    |
| 2024 | Villeneuve-d'Ascq | Francia — Italia 13-13 | pareggio   |
| 2025 | Roma              | Italia — Francia 24-73 | Francia    |

## Riepilogo vittorie
| Squadra | Vittorie | Anno                                                                                          |
| ------- | -------- | --------------------------------------------------------------------------------------------- |
| Francia | 16       | 2007, 2008, 2009, 2010, 2012, 2014, 2015, 2016, 2017, 2018 2019, 2020, 2021, 2022, 2023, 2025 |
| Italia  | 2        | 2011, 2013                                                                                    |
| Pareggi | 1        | 2024                                                                                          |